# Реакція відщеплення
Реакція відщеплення (рос. реакция отщепления, англ. abstraction reaction) — хімічна реакція, головною ознакою якої є відрив атома у вигляді нейтральної або зарядженої частинки від молекули внаслідок бімолекулярної реакції.
СН3СОСН3 + СН3СО2 – → СН2 –СОСН3 + СН3СО2Н
СН4 + Cl• → H3C• + HCl